# Merrie Go'round
Merrie Go'round (eerder Galopant en Cavalli Barocca) is een draaimolen in familiepretpark Walibi Holland in Biddinghuizen. Merrie Go'round is gebouwd in 1992 door SBF Visa. De draaimolen maakt deel uit van themagebied Playground. De attractie is een dubbeldekker carrousel en biedt plaats aan ongeveer 40 personen.
Afbeeldingen · Lijst van attracties